# Eusebio Díaz
Eusebio Díaz (né en 1901 et mort en 1959) fut un joueur international de football paraguayen, qui a joué au milieu de terrain.

## Biographie
Il est surtout connu pour avoir joué en club au Club Guaraní, équipe avec laquelle il fait la coupe du monde 1930 en Uruguay, sélectionné par l'entraîneur argentin José Durand Laguna avec 21 autres joueurs paraguayens. 
Il joue également en international la Copa América 1923, 1924, 1925 et 1929.